# Gliese 433
Désignations
Gliese 433 est une étoile naine rouge dans la constellation de l'Hydre. Distante de ∼ 29,6 a.l. (∼ 9,08 pc), elle brille à une magnitude visuelle apparente de 9,81. Gliese 433 est la composante principale d'un système à plusieurs étoiles. Celui-ci se déplace à travers la Galaxie à une vitesse de 40,2 km/s par rapport au Soleil. Son orbite galactique prévue qu'il porte entre 17800 et 25900 années-lumière du centre de la Galaxie. Gliese 433 a deux planètes confirmées connues à ce jour (décembre 2012).

## Système planétaire
Gliese 433 a un système planétaire composé d'une planète.
| Planète      | Masse     | Demi-grand axe (ua) | Période orbitale (jours) | Excentricité | Inclinaison | Rayon     |
| ------------ | --------- | ------------------- | ------------------------ | ------------ | ----------- | --------- |
| Gliese 433 b | ? MJ ? M🜨 | ?                   | ?                        | ?            |             | ? RJ ? R🜨 |